# António José de Ávila
 (août 2019).
Si vous disposez d'ouvrages ou d'articles de référence ou si vous connaissez des sites web de qualité traitant du thème abordé ici, merci de compléter l'article en donnant les références utiles à sa vérifiabilité et en les liant à la section « Notes et références ».
Pour les articles homonymes, voir Ávila (homonymie).
Antonio José de Ávila (8 mars 1806-3 mai 1881) est un fonctionnaire, diplomate et homme d'État portugais, qui est maire de la ville de Horta sur Faial, l'une des îles des Açores et, ensuite, dans les années 1860 et 1870, comme premier ministre et ambassadeur en Espagne.

## Biographie
Originaire de Faial, António José de Ávila est président du gouvernement portugais à trois reprises entre 1868 et 1878. Son premier fait majeur a lieu en 1861, lorsqu'il est nommé en représentant du Portugal une négociation à Madrid, visant à résoudre la question de Bolama, qui concerne l'occupation britannique de l'île ouest-africaine de Bolama (dans l'actuelle Guinée-Bissau), avec pour résultat ultime la reconnaissance de la souveraineté portugaise dans sa totalité.
Le 13 février 1864, le roi Louis Ier de Portugal lui accorde le titre de comte de Ávila qui, le 24 mai 1870, est requalifié marquis de Ávila et Bolama. Le 14 mai 1878, Louis Ier de Portugal l'élève au rang de duc de Ávila et Bolama, faisant ainsi de lui le premier né-non-noble honoré de cette manière, compte tenu en particulier du fait que le titre de duc est, traditionnellement, accordé au Portugal uniquement aux membres de la haute noblesse et des proches de la famille royale portugaise.
António José de Ávila est mort à Lisbonne, huit semaines après son 75e anniversaire.